# Heda landskommun
Heda landskommun var en tidigare kommun i Östergötlands län.

## Administrativ historik
När 1862 års kommunalförordningar trädde i kraft inrättades i Sverige cirka 2 500 kommuner. Huvuddelen av dessa var landskommuner (baserade på den äldre sockenindelningen), vartill kom 89 städer och åtta köpingar. Då inrättades i Heda socken i Lysings härad i Östergötland denna kommun. 
Vid kommunreformen 1952 uppgick denna  i Alvastra landskommun som 1969 uppgick i Ödeshögs landskommun som 1971 ombildades till Ödeshögs kommun.

## Politik

### Mandatfördelning i Heda landskommun 1938-1946
| 7 | 2 | 6 | 2 | 3 |

| 20 |

| 8 | 12 |

| 20 |

| 7 | 13 |

| 20 |